# Colby, Wisconsin
Colby är en stad (city) i Clark County, och Marathon County, i Wisconsin i USA. Vid 2010 års folkräkning hade Colby 1 852 invånare.

## Kända personer från Colby
- George Washington Blanchard, politiker